# Qualificazioni al campionato mondiale di calcio 2018 - UEFA
Il sorteggio delle 54 nazionali che parteciperanno alle qualificazioni UEFA valide per accedere alla fase finale del Mondiale 2018 si è svolto il 25 luglio 2015 a San Pietroburgo. Il sorteggio e il successivo riconoscimento FIFA di Kosovo e Gibilterra ha suddiviso le 54 squadre in 9 gironi da 6 squadre ciascuno.

## Regolamento
Le qualificazioni UEFA al campionato mondiale di calcio 2018 (per la prima volta denominate ufficialmente UEFA European Qualifiers 2018 FIFA World Cup Russia, in analogia con quanto fatto per le qualificazioni al campionato europeo di calcio 2016) decidono le 13 squadre europee che partecipano alla fase finale del mondiale, oltre alla Russia già qualificata di diritto come nazione ospitante. Le qualificazioni della federazione europea si svolgono in due turni:
- Fase a gironi: l'inclusione di Gibilterra e Kosovo ha modificato leggermente le qualificazioni. Tutti i nove gruppi contano ciascuno sei squadre che si affrontano in partite di andata e ritorno; le squadre prime classificate di ognuno dei 9 gruppi si qualificano direttamente alla fase finale del mondiale, mentre le 8 squadre seconde classificate con il miglior rendimento contro la prima, terza, quarta e quinta squadra del rispettivo raggruppamento avanzano al turno successivo.
- Turno di spareggio: le 8 migliori squadre seconde classificate si affrontano in un confronto a eliminazione diretta con partite di andata e ritorno, il cui sorteggio terrà conto del ranking FIFA; le 4 squadre vincitrici si qualificano alla fase finale del mondiale.

## Fase a gironi

### Fasce
Le 52 squadre (Kosovo e Gibilterra non presenti ai sorteggi) vengono suddivise in 6 fasce a seconda della loro posizione nel ranking FIFA, ognuna delle quali è composta da 9 squadre (tranne l'ultima fascia composta da 7 squadre). La posizione nel ranking al momento del sorteggio è indicata tra parentesi.
| Urna 1 | Urna 2 | Urna 3 | Urna 4 | Urna 5 | Urna 6 |
| --- | --- | --- | --- | --- | --- |
| - Germania (2) - Belgio (3) - Paesi Bassi (5) - Portogallo (7) - Romania (8) - Inghilterra (9) - Galles (10) - Spagna (12) - Croazia (14) | - Slovacchia (15) - Austria (16) - Italia (17) - Svizzera (18) - Rep. Ceca (20) - Francia (22) - Islanda (23) - Danimarca (24) - Bosnia ed Erzegovina (26) | - Ucraina (27) - Scozia (29) - Polonia (30) - Ungheria (31) - Svezia (33) - Albania (36) - Irlanda del Nord (37) - Serbia (43) - Grecia (44) | - Turchia (48) - Slovenia (49) - Israele (51) - Irlanda (52) - Norvegia (67) - Bulgaria (68) - Fær Øer (74) - Montenegro (81) - Estonia (82) | - Cipro (85) - Lettonia (87) - Armenia (89) - Finlandia (90) - Bielorussia (100) - Macedonia (105) - Azerbaigian (108) - Lituania (110) - Moldavia (124) | - Kazakistan (142) - Lussemburgo (146) - Liechtenstein (147) - Georgia (153) - Malta (158) - San Marino (192) - Andorra (202) |

### Sorteggio
La procedura del sorteggio per la formazione dei nove gruppi prevede che ogni gruppo sia formato sorteggiando una squadra da ognuna delle sei fasce (da ognuna delle prime cinque fasce per gli ultimi due gruppi).
La UEFA in sede di sorteggio ha chiesto alla FIFA di tenere conto di queste due richieste:
1. In considerazione della centralizzazione dei diritti televisivi chiede di inserire le squadre di Inghilterra, Francia, Germania, Italia, Spagna e Paesi Bassi in gironi composti da sei squadre.
2. Chiede di non inserire nello stesso girone di qualificazione le squadre di Armenia e Azerbaigian a causa della delicata situazione delle relazioni politiche tra i due paesi.

Questa è la composizione dei 9 gruppi dopo il sorteggio del 25 luglio 2015 e la successiva inclusione di Gibilterra e Kosovo. Queste ultime due nazionali furono ufficialmente ammesse come membri FIFA il 13 maggio 2016, parecchi mesi dopo il sorteggio. L'UEFA creò quindi una task force per discutere di come integrarle nella competizione e il 9 giugno annunciò che il Kosovo sarebbe stato assegnato al Gruppo I per evitare di incontrare la Bosnia ed Erzegovina per ragioni di sicurezza e di conseguenza Gibilterra nel gruppo H.

### Gruppo A
| Pos. | Squadra     | Pt | G  | V | N | P | GF | GS | DR  |
| ---- | ----------- | -- | -- | - | - | - | -- | -- | --- |
| 1.   | Francia     | 23 | 10 | 7 | 2 | 1 | 18 | 6  | +12 |
| 2.   | Svezia      | 19 | 10 | 6 | 1 | 3 | 26 | 9  | +17 |
| 3.   | Paesi Bassi | 19 | 10 | 6 | 1 | 3 | 21 | 12 | +9  |
| 4.   | Bulgaria    | 13 | 10 | 4 | 1 | 5 | 14 | 19 | -5  |
| 5.   | Lussemburgo | 6  | 10 | 1 | 3 | 6 | 8  | 26 | -18 |
| 6.   | Bielorussia | 5  | 10 | 1 | 2 | 7 | 6  | 21 | -14 |

|             | Francia (bandiera) | Paesi Bassi (bandiera) | Svezia (bandiera) | Bulgaria (bandiera) | Bielorussia (bandiera) | Lussemburgo (bandiera) |
| ----------- | ------------------ | ---------------------- | ----------------- | ------------------- | ---------------------- | ---------------------- |
| Francia     |                    | 4 - 0                  | 2 - 1             | 4 - 1               | 2 - 1                  | 0 - 0                  |
| Paesi Bassi | 0 - 1              |                        | 2 - 0             | 3 - 1               | 4 - 1                  | 5 - 0                  |
| Svezia      | 2 - 1              | 1 - 1                  |                   | 3 - 0               | 4 - 0                  | 8 - 0                  |
| Bulgaria    | 0 - 1              | 2 - 0                  | 3 - 2             |                     | 1 - 0                  | 4 - 3                  |
| Bielorussia | 0 - 0              | 1 - 3                  | 0 - 4             | 2 - 1               |                        | 1 - 1                  |
| Lussemburgo | 1 - 3              | 1 - 3                  | 0 - 1             | 1 - 1               | 1 - 0                  |                        |

### Gruppo B
| Pos. | Squadra    | Pt | G  | V | N | P | GF | GS | DR  |
| ---- | ---------- | -- | -- | - | - | - | -- | -- | --- |
| 1.   | Portogallo | 27 | 10 | 9 | 0 | 1 | 32 | 4  | +28 |
| 2.   | Svizzera   | 27 | 10 | 9 | 0 | 1 | 23 | 7  | +16 |
| 3.   | Ungheria   | 13 | 10 | 4 | 1 | 5 | 14 | 14 | 0   |
| 4.   | Fær Øer    | 9  | 10 | 2 | 3 | 5 | 4  | 16 | -12 |
| 5.   | Lettonia   | 7  | 10 | 2 | 1 | 7 | 7  | 18 | -11 |
| 6.   | Andorra    | 4  | 10 | 1 | 1 | 8 | 2  | 23 | -21 |

|            | Portogallo (bandiera) | Svizzera (bandiera) | Ungheria (bandiera) | Fær Øer (bandiera) | Lettonia (bandiera) | Andorra (bandiera) |
| ---------- | --------------------- | ------------------- | ------------------- | ------------------ | ------------------- | ------------------ |
| Portogallo |                       | 2 - 0               | 3 - 0               | 5 - 1              | 4 - 1               | 6 - 0              |
| Svizzera   | 2 - 0                 |                     | 5 - 2               | 2 - 0              | 1 - 0               | 3 - 0              |
| Ungheria   | 0 - 1                 | 2 - 3               |                     | 1 - 0              | 3 - 1               | 4 - 0              |
| Fær Øer    | 0 - 6                 | 0 - 2               | 0 - 0               |                    | 0 - 0               | 1 - 0              |
| Lettonia   | 0 - 3                 | 0 - 3               | 0 - 2               | 0 - 2              |                     | 4 - 0              |
| Andorra    | 0 - 2                 | 1 - 2               | 1 - 0               | 0 - 0              | 0 - 1               |                    |

### Gruppo C
| Pos. | Squadra          | Pt | G  | V  | N | P  | GF | GS | DR  |
| ---- | ---------------- | -- | -- | -- | - | -- | -- | -- | --- |
| 1.   | Germania         | 30 | 10 | 10 | 0 | 0  | 43 | 4  | +39 |
| 2.   | Irlanda del Nord | 19 | 10 | 6  | 1 | 3  | 17 | 6  | +11 |
| 3.   | Rep. Ceca        | 15 | 10 | 4  | 3 | 3  | 17 | 10 | +7  |
| 4.   | Norvegia         | 13 | 10 | 4  | 1 | 5  | 17 | 16 | +1  |
| 5.   | Azerbaigian      | 10 | 10 | 3  | 1 | 6  | 10 | 19 | -9  |
| 6.   | San Marino       | 0  | 10 | 0  | 0 | 10 | 2  | 51 | -49 |

|                  | Germania (bandiera) | Rep. Ceca (bandiera) | Irlanda del Nord (bandiera) | Norvegia (bandiera) | Azerbaigian (bandiera) | San Marino (bandiera) |
| ---------------- | ------------------- | -------------------- | --------------------------- | ------------------- | ---------------------- | --------------------- |
| Germania         |                     | 3 - 0                | 2 - 0                       | 6 - 0               | 5 - 1                  | 7 - 0                 |
| Rep. Ceca        | 1 - 2               |                      | 0 - 0                       | 2 - 1               | 0 - 0                  | 5 - 0                 |
| Irlanda del Nord | 1 - 3               | 2 - 0                |                             | 2 - 0               | 4 - 0                  | 4 - 0                 |
| Norvegia         | 0 - 3               | 1 - 1                | 1 - 0                       |                     | 2 - 0                  | 4 - 1                 |
| Azerbaigian      | 1 - 4               | 1 - 2                | 0 - 1                       | 1 - 0               |                        | 5 - 1                 |
| San Marino       | 0 - 8               | 0 - 6                | 0 - 3                       | 0 - 8               | 0 - 1                  |                       |

### Gruppo D
| Pos. | Squadra  | Pt | G  | V | N | P | GF | GS | DR  |
| ---- | -------- | -- | -- | - | - | - | -- | -- | --- |
| 1.   | Serbia   | 21 | 10 | 6 | 3 | 1 | 20 | 10 | +10 |
| 2.   | Irlanda  | 19 | 10 | 5 | 4 | 1 | 12 | 6  | +6  |
| 3.   | Galles   | 17 | 10 | 4 | 5 | 1 | 13 | 6  | +7  |
| 4.   | Austria  | 15 | 10 | 4 | 3 | 3 | 14 | 12 | +2  |
| 5.   | Georgia  | 5  | 10 | 0 | 5 | 5 | 8  | 14 | -6  |
| 6.   | Moldavia | 2  | 10 | 0 | 2 | 8 | 4  | 23 | -19 |

|          | Galles (bandiera) | Austria (bandiera) | Serbia (bandiera) | Irlanda (bandiera) | Moldavia (bandiera) | Georgia (bandiera) |
| -------- | ----------------- | ------------------ | ----------------- | ------------------ | ------------------- | ------------------ |
| Galles   |                   | 1 - 0              | 1 - 1             | 0 - 1              | 4 - 0               | 1 - 1              |
| Austria  | 2 - 2             |                    | 3 - 2             | 0 - 1              | 2 - 0               | 1 - 1              |
| Serbia   | 1 - 1             | 3 - 2              |                   | 2 - 2              | 3 - 0               | 1 - 0              |
| Irlanda  | 0 - 0             | 1 - 1              | 0 - 1             |                    | 2 - 0               | 1 - 0              |
| Moldavia | 0 - 2             | 0 - 1              | 0 - 3             | 1 - 3              |                     | 2 - 2              |
| Georgia  | 0 - 1             | 1 - 2              | 1 - 3             | 1 - 1              | 1 - 1               |                    |

### Gruppo E
| Pos. | Squadra    | Pt | G  | V | N | P | GF | GS | DR  |
| ---- | ---------- | -- | -- | - | - | - | -- | -- | --- |
| 1.   | Polonia    | 25 | 10 | 8 | 1 | 1 | 28 | 14 | +14 |
| 2.   | Danimarca  | 20 | 10 | 6 | 2 | 2 | 20 | 8  | +12 |
| 3.   | Montenegro | 16 | 10 | 5 | 1 | 4 | 20 | 12 | +8  |
| 4.   | Romania    | 13 | 10 | 3 | 4 | 3 | 12 | 10 | +2  |
| 5.   | Armenia    | 7  | 10 | 2 | 1 | 7 | 10 | 26 | -16 |
| 6.   | Kazakistan | 3  | 10 | 0 | 3 | 7 | 6  | 26 | -20 |

|            | Romania (bandiera) | Danimarca (bandiera) | Polonia (bandiera) | Montenegro (bandiera) | Armenia (bandiera) | Kazakistan (bandiera) |
| ---------- | ------------------ | -------------------- | ------------------ | --------------------- | ------------------ | --------------------- |
| Romania    |                    | 0 - 0                | 0 - 3              | 1 - 1                 | 1 - 0              | 3 - 1                 |
| Danimarca  | 1 - 1              |                      | 4 - 0              | 0 - 1                 | 1 - 0              | 4 - 1                 |
| Polonia    | 3 - 1              | 3 - 2                |                    | 4 - 2                 | 2 - 1              | 3 - 0                 |
| Montenegro | 1 - 0              | 0 - 1                | 1 - 2              |                       | 4 - 1              | 5 - 0                 |
| Armenia    | 0 - 5              | 1 - 4                | 1 - 6              | 3 - 2                 |                    | 2 - 0                 |
| Kazakistan | 0 - 0              | 1 - 3                | 2 - 2              | 0 - 3                 | 1 - 1              |                       |

### Gruppo F
| Pos. | Squadra     | Pt | G  | V | N | P | GF | GS | DR  |
| ---- | ----------- | -- | -- | - | - | - | -- | -- | --- |
| 1.   | Inghilterra | 26 | 10 | 8 | 2 | 0 | 18 | 3  | +15 |
| 2.   | Slovacchia  | 18 | 10 | 6 | 0 | 4 | 17 | 7  | +10 |
| 3.   | Scozia      | 18 | 10 | 5 | 3 | 2 | 17 | 12 | +5  |
| 4.   | Slovenia    | 15 | 10 | 4 | 3 | 3 | 12 | 7  | +5  |
| 5.   | Lituania    | 6  | 10 | 1 | 3 | 6 | 7  | 20 | -13 |
| 6.   | Malta       | 1  | 10 | 0 | 1 | 9 | 3  | 25 | -22 |

|             | Inghilterra (bandiera) | Slovacchia (bandiera) | Scozia (bandiera) | Slovenia (bandiera) | Lituania (bandiera) | Malta (bandiera) |
| ----------- | ---------------------- | --------------------- | ----------------- | ------------------- | ------------------- | ---------------- |
| Inghilterra |                        | 2 - 1                 | 3 - 0             | 1 - 0               | 2 - 0               | 2 - 0            |
| Slovacchia  | 0 - 1                  |                       | 3 - 0             | 1 - 0               | 4 - 0               | 3 - 0            |
| Scozia      | 2 - 2                  | 1 - 0                 |                   | 1 - 0               | 1 - 1               | 2 - 0            |
| Slovenia    | 0 - 0                  | 1 - 0                 | 2 - 2             |                     | 4 - 0               | 2 - 0            |
| Lituania    | 0 - 1                  | 1 - 2                 | 0 - 3             | 2 - 2               |                     | 2 - 0            |
| Malta       | 0 - 4                  | 1 - 3                 | 1 - 5             | 0 - 1               | 1 - 1               |                  |

### Gruppo G
| Pos. | Squadra       | Pt | G  | V | N | P  | GF | GS | DR  |
| ---- | ------------- | -- | -- | - | - | -- | -- | -- | --- |
| 1.   | Spagna        | 28 | 10 | 9 | 1 | 0  | 36 | 3  | +33 |
| 2.   | Italia        | 23 | 10 | 7 | 2 | 1  | 21 | 8  | +13 |
| 3.   | Albania       | 13 | 10 | 4 | 1 | 5  | 10 | 13 | -3  |
| 4.   | Israele       | 12 | 10 | 4 | 0 | 6  | 10 | 15 | -5  |
| 5.   | Macedonia     | 11 | 10 | 3 | 2 | 5  | 15 | 15 | 0   |
| 6.   | Liechtenstein | 0  | 10 | 0 | 0 | 10 | 1  | 39 | -38 |

|               | Spagna (bandiera) | Italia (bandiera) | Albania (bandiera) | Israele (bandiera) | Macedonia (bandiera) | Liechtenstein (bandiera) |
| ------------- | ----------------- | ----------------- | ------------------ | ------------------ | -------------------- | ------------------------ |
| Spagna        |                   | 3 - 0             | 3 - 0              | 4 - 1              | 4 - 0                | 8 - 0                    |
| Italia        | 1 - 1             |                   | 2 - 0              | 1 - 0              | 1 - 1                | 5 - 0                    |
| Albania       | 0 - 2             | 0 - 1             |                    | 0 - 3              | 2 - 1                | 2 - 0                    |
| Israele       | 0 - 1             | 1 - 3             | 0 - 3              |                    | 0 - 1                | 2 - 1                    |
| Macedonia     | 1 - 2             | 2 - 3             | 1 - 1              | 1 - 2              |                      | 4 - 0                    |
| Liechtenstein | 0 - 8             | 0 - 4             | 0 - 2              | 0 - 1              | 0 - 3                |                          |

### Gruppo H
| Pos. | Squadra              | Pt | G  | V | N | P  | GF | GS | DR  |
| ---- | -------------------- | -- | -- | - | - | -- | -- | -- | --- |
| 1.   | Belgio               | 28 | 10 | 9 | 1 | 0  | 43 | 6  | +37 |
| 2.   | Grecia               | 19 | 10 | 5 | 4 | 1  | 17 | 6  | +11 |
| 3.   | Bosnia ed Erzegovina | 17 | 10 | 5 | 2 | 3  | 24 | 13 | +11 |
| 4.   | Estonia              | 11 | 10 | 3 | 2 | 5  | 13 | 19 | -6  |
| 5.   | Cipro                | 10 | 10 | 3 | 1 | 6  | 9  | 18 | -9  |
| 6.   | Gibilterra           | 0  | 10 | 0 | 0 | 10 | 3  | 47 | -44 |

|                      | Belgio (bandiera) | Bosnia ed Erzegovina (bandiera) | Grecia (bandiera) | Estonia (bandiera) | Cipro (bandiera) | Gibilterra (bandiera) |
| -------------------- | ----------------- | ------------------------------- | ----------------- | ------------------ | ---------------- | --------------------- |
| Belgio               |                   | 4 - 0                           | 1 - 1             | 8 - 1              | 4 - 0            | 9 - 0                 |
| Bosnia ed Erzegovina | 3 - 4             |                                 | 0 - 0             | 5 - 0              | 2 - 0            | 5 - 0                 |
| Grecia               | 1 - 2             | 1 - 1                           |                   | 0 - 0              | 2 - 0            | 4 - 0                 |
| Estonia              | 0 - 2             | 1 - 2                           | 0 - 2             |                    | 1 - 0            | 4 - 0                 |
| Cipro                | 0 - 3             | 3 - 2                           | 1 - 2             | 0 - 0              |                  | 3 - 1                 |
| Gibilterra           | 0 - 6             | 0 - 4                           | 1 - 4             | 0 - 6              | 1 - 2            |                       |

### Gruppo I
| Pos. | Squadra   | Pt | G  | V | N | P | GF | GS | DR  |
| ---- | --------- | -- | -- | - | - | - | -- | -- | --- |
| 1.   | Islanda   | 22 | 10 | 7 | 1 | 2 | 16 | 7  | +9  |
| 2.   | Croazia   | 20 | 10 | 6 | 2 | 2 | 15 | 4  | +11 |
| 3.   | Ucraina   | 17 | 10 | 5 | 2 | 3 | 13 | 9  | +4  |
| 4.   | Turchia   | 15 | 10 | 4 | 3 | 3 | 14 | 13 | +1  |
| 5.   | Finlandia | 9  | 10 | 2 | 3 | 5 | 9  | 13 | -4  |
| 6.   | Kosovo    | 1  | 10 | 0 | 1 | 9 | 3  | 24 | -21 |

|           | Croazia (bandiera) | Islanda (bandiera) | Ucraina (bandiera) | Turchia (bandiera) | Finlandia (bandiera) | Kosovo (bandiera) |
| --------- | ------------------ | ------------------ | ------------------ | ------------------ | -------------------- | ----------------- |
| Croazia   |                    | 2 - 0              | 1 - 0              | 1 - 1              | 1 - 1                | 1 - 0             |
| Islanda   | 1 - 0              |                    | 2 - 0              | 2 - 0              | 3 - 2                | 2 - 0             |
| Ucraina   | 0 - 2              | 1 - 1              |                    | 2 - 0              | 1 - 0                | 3 - 0             |
| Turchia   | 1 - 0              | 0 - 3              | 2 - 2              |                    | 2 - 0                | 2 - 0             |
| Finlandia | 0 - 1              | 1 - 0              | 1 - 2              | 2 - 2              |                      | 1 - 1             |
| Kosovo    | 0 - 6              | 1 - 2              | 0 - 2              | 1 - 4              | 0 - 1                |                   |

### Confronto tra le squadre seconde classificate
Le migliori 8 squadre seconde classificate accedono al turno di spareggio per la qualificazione alla fase finale del mondiale; la nona squadra seconda classificata è invece eliminata.
In questa classifica si escludono i punti ottenuti contro la sesta classificata del girone, per un totale di 8 incontri per squadra. Tale regola era stata stabilita ai tempi del sorteggio, ovvero prima dell'ammissione di Gibilterra e Kosovo poiché i gruppi H ed I contenevano 5 squadre invece che 6, ma è stata confermata dalla UEFA anche successivamente all'ammissione delle due squadre nonostante tutti i gruppi contenessero, quindi, 6 squadre.
| Pos. | Squadra          | Pt | G | V | N | P | GF | GS | DR  | Gr |
| ---- | ---------------- | -- | - | - | - | - | -- | -- | --- | -- |
| 1.   | Svizzera         | 21 | 8 | 7 | 0 | 1 | 18 | 6  | +12 | B  |
| 2.   | Italia           | 17 | 8 | 5 | 2 | 1 | 12 | 8  | +4  | G  |
| 3.   | Danimarca        | 14 | 8 | 4 | 2 | 2 | 13 | 6  | +7  | E  |
| 4.   | Croazia          | 14 | 8 | 4 | 2 | 2 | 8  | 4  | +4  | I  |
| 5.   | Svezia           | 13 | 8 | 4 | 1 | 3 | 18 | 9  | +9  | A  |
| 6.   | Irlanda del Nord | 13 | 8 | 4 | 1 | 3 | 10 | 6  | +4  | C  |
| 7.   | Grecia           | 13 | 8 | 3 | 4 | 1 | 9  | 5  | +4  | H  |
| 8.   | Irlanda          | 13 | 8 | 3 | 4 | 1 | 7  | 5  | +2  | D  |
| 9.   | Slovacchia       | 12 | 8 | 4 | 0 | 4 | 11 | 6  | +5  | F  |

## Turno di spareggio
Le otto migliori seconde classificate hanno partecipato al sorteggio degli spareggi svoltisi il 17 ottobre 2017 a Zurigo; le teste di serie sono state determinate in base al ranking FIFA del 16 ottobre 2017. L'ordine delle partite è stato deciso dal sorteggio; le gare di andata si sono disputate dal 9 all'11 novembre, quelle di ritorno dal 12 al 14 novembre 2017. Accedono al campionato del mondo 2018 Svizzera, Croazia, Svezia e Danimarca.
| Fascia 1 (teste di serie)                                                                                 | Fascia 2                                                                                                   |
| --- | --- |
| - Svizzera (11ª; 1134 pt.) - Italia (15ª; 1066 pt.) - Croazia (18ª; 1013 pt.) - Danimarca (19ª; 1001 pt.) | - Irlanda del Nord (23ª; 889 pt.) - Svezia (25ª; 872 pt.) - Irlanda (26ª; 866 pt.) - Grecia (47ª; 682 pt.) |

### Risultati
| Squadra 1        | Totale | Squadra 2 | Andata | Ritorno |
| ---------------- | ------ | --------- | ------ | ------- |
| Irlanda del Nord | 0 - 1  | Svizzera  | 0 - 1  | 0 - 0   |
| Croazia          | 4 - 1  | Grecia    | 4 - 1  | 0 - 0   |
| Svezia           | 1 - 0  | Italia    | 1 - 0  | 0 - 0   |
| Danimarca        | 5 - 1  | Irlanda   | 0 - 0  | 5 - 1   |